# Canadian Open 1987
Die Canada Open 1987 im Badminton fanden vom 29. Oktober bis zum 1. November 1987 in Calgary, Kanada, statt. Das Turnier wurde in Kategorie 3 der Grand-Prix-Wertung eingestuft.

## Finalresultate
| Disziplin    | Sieger                      | Finalist                      | Ergebnis           |
| ------------ | --------------------------- | ----------------------------- | ------------------ |
| Herreneinzel | Park Sung-bae               | Mike Butler                   | 15:9, 15:10        |
| Dameneinzel  | Chun Sung-suk               | Denyse Julien                 | 11:5, 11:7         |
| Herrendoppel | Lee Deuk-choon Lee Sang-bok | Lius Pongoh Richard Mainaky   | 11:15, 15:8, 15:13 |
| Damendoppel  | Cho Young-suk Kim Jung-ja   | Chung So-young Kim Ho-ja      | 7:15, 15:10, 15:5  |
| Mixed        | Andy Goode Gillian Gowers   | Lee Deuk-choon Chung So-young | 3:15, 15:11, 15:5  |